# Alceu Amoroso Lima
Alceu Amoroso Lima (Río de Janeiro, 11 de diciembre de 1893-Petrópolis, 14 de agosto de 1983) fue un escritor, político, crítico literario y líder intelectual católico brasileño. Adoptó el seudónimo Trisão de Ataíde o Tristán de Athayde en 1919 y escribió bajo ese nombre. 

## Biografía
Hijo de Manuel José Amoroso Lima y Camila da Silva Amoroso Lima, estudió en el Colegio Pedro II de Río de Janeiro. Se recibió de Bachiller en Derecho en la Facultad de Ciencias Jurídicas y Sociales de Río de Janeiro (1913) y posteriormente se dedicó a la crítica literaria, y se adhirió al modernismo. En 1928 publicó el libro Adeus à disponibilidade e outros adeuses, donde anunció su conversión al catolicismo. Finalmente se adhirió a esa religión y fue director de la Acción Católica en Brasil. Luego de esto se preocupó por temas políticos, económicos y sociales. Un claro ejemplo de esto fue su simpatía, en un principio, por ciertos aspectos del integralismo brasilero, lo cual provocó que se volviera un fuerte oponente del autoritarismo en general y el fascismo en particular.

## Académicas
Fue profesor de Sociología de la Escuela Normal de Río de Janeiro, de Economía política en la Facultad de Derecho y de Literatura brasileña en la Universidad de Brasil y en la Universidad Católica. Luego fue Rector de la Universidad del Distrito Federal, y también presidente del Centro D. Vital entre 1928 y 1968.

## Política

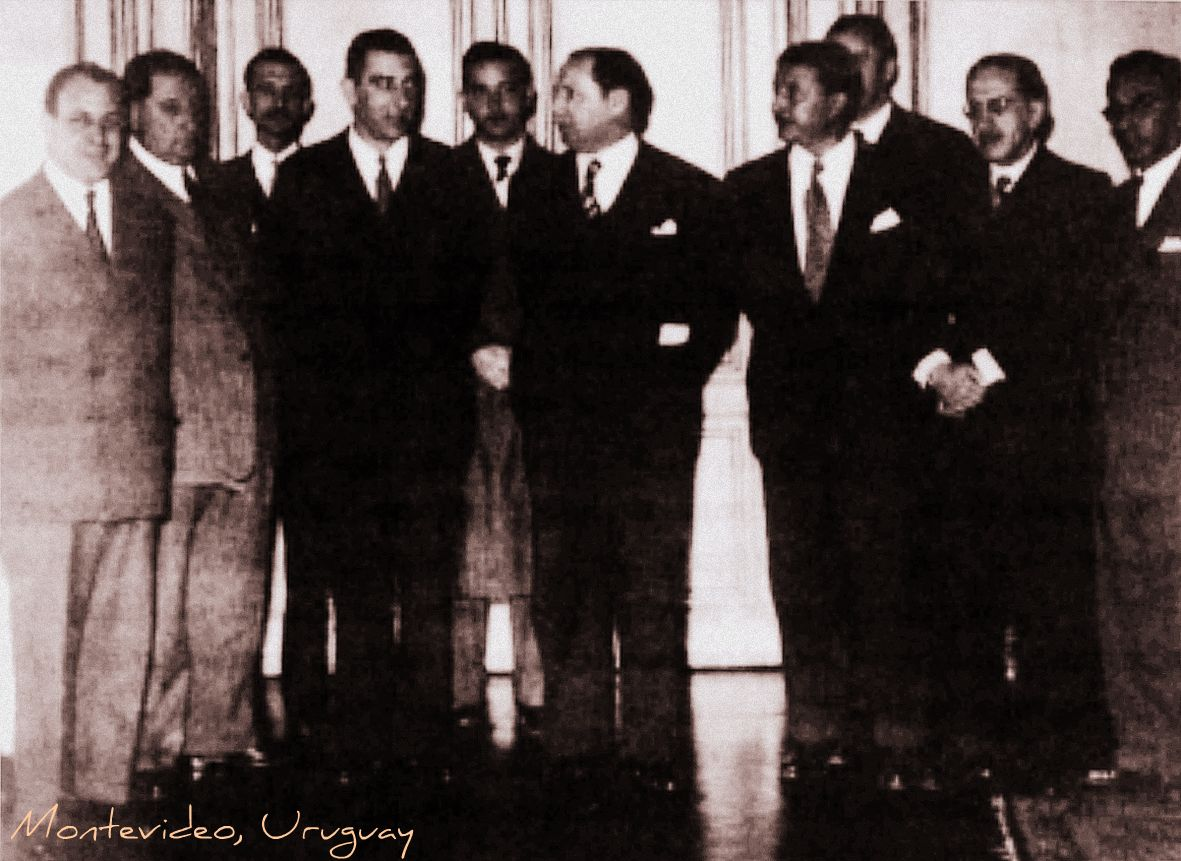
Fundación de la ODCA en 1947.

El 23 de abril de 1947, durante una reunión en Montevideo, Uruguay, a la que asistieron las principales figuras políticas de Argentina, Brasil, Chile y Uruguay que coincidían en la necesidad de crear una organización internacional de demócratas cristianos se fundó la Organización Demócrata Cristiana de América. Representantes de Bolivia y Perú adhirieron –a través de notas escritas- al nuevo organismo. En el encuentro, fue creada una directiva con la misión de organizar la “sección internacional” del movimiento, integrada por Manuel V. Ordóñez, de Argentina;  Trisao de Ataide, de Brasil; Eduardo Frei Montalva, de Chile; y Dardo Regules, de Uruguay. La Declaración de Montevideo, 23 de abril de 1947, fijó como objetivo:[cita requerida]

...““fundar un  movimiento supranacional de bases y denominaciones comunes que tiene por finalidad promover, por medio del estudio y la acción, una verdadera democracia política, económica y cultural, sobre el fundamento de los principios del humanismo cristiano, dentro de los métodos de libertad, respeto a la persona humana y desenvolvimiento del espíritu de comunidad y contra los peligros  totalitarios…”. (DECLARACIÓN DE MONTEVIDEO, 23 DE ABRIL DE 1947)

En 1970 prologó el libro del presidente venezolano Rafael Caldera: Ideario. La Democracia Cristiana en América Latina.

## Publicaciones
- Estudos-Segunda série (1927)
- Política (1932)
- Idade, sexo e tempo (1938)
- Elementos de ação católica (1938)
- Mitos de nosso tempo (1943)
- O problema do trabalho (1946)
- O existencialismo e outros mitos de nosso tempo (1951)
- Meditações sobre o mundo interior (1953)
- O gigantismo econõmico (1962)
- O humanismo ameaçado (1965)
- Os directos do homem e o homem sem directos (1975)
- Revolução Suicida (1977)
- Tudo é misterio (1983)